# Écologie du travail
 (janvier 2015).
Si vous disposez d'ouvrages ou d'articles de référence ou si vous connaissez des sites web de qualité traitant du thème abordé ici, merci de compléter l'article en donnant les références utiles à sa vérifiabilité et en les liant à la section « Notes et références ».
L’écologie du travail humain suppose d'abord une distinction de deux notions : le travail, acte humain de transformation du monde, et l'emploi, un des contenants du travail ; quand le travail se fait dans l'emploi, elle est alors une vision de l’organisation du travail consistant à considérer ses aspects positifs et ses aspects négatifs (stress, fatigue, ennui, dangerosité, exposition à des produits toxiques...) comme des pollutions générées par le travail, et donc à prévenir, réduire et/ou indemniser comme telles, sur la base du principe pollueur-payeur mais aussi sur la base de la gestion prudente des ressources utilisées, soit l'ensemble des six principes associés au concept de développement durable. 
La conjugaison des deux notions dans un second temps devient alors féconde. Les rapports de ce contenant (l'emploi) et le contenu (le travail) sont complexes, l'emploi joue le rôle d'une véritable peau du travail... et du travailleur ; une phrase d'Edgar Morin les résume assez bien : l'emploi peut étoffer le travail (et le travailleur) comme il peut l'étouffer... D'autres interactions, aux conséquences fécondes figurent dans le chapitre 4 du livre Pour une écologie du travail humain. Travail et emploi : divorce ou mutation ?.